# Sociedade Real de Edimburgo

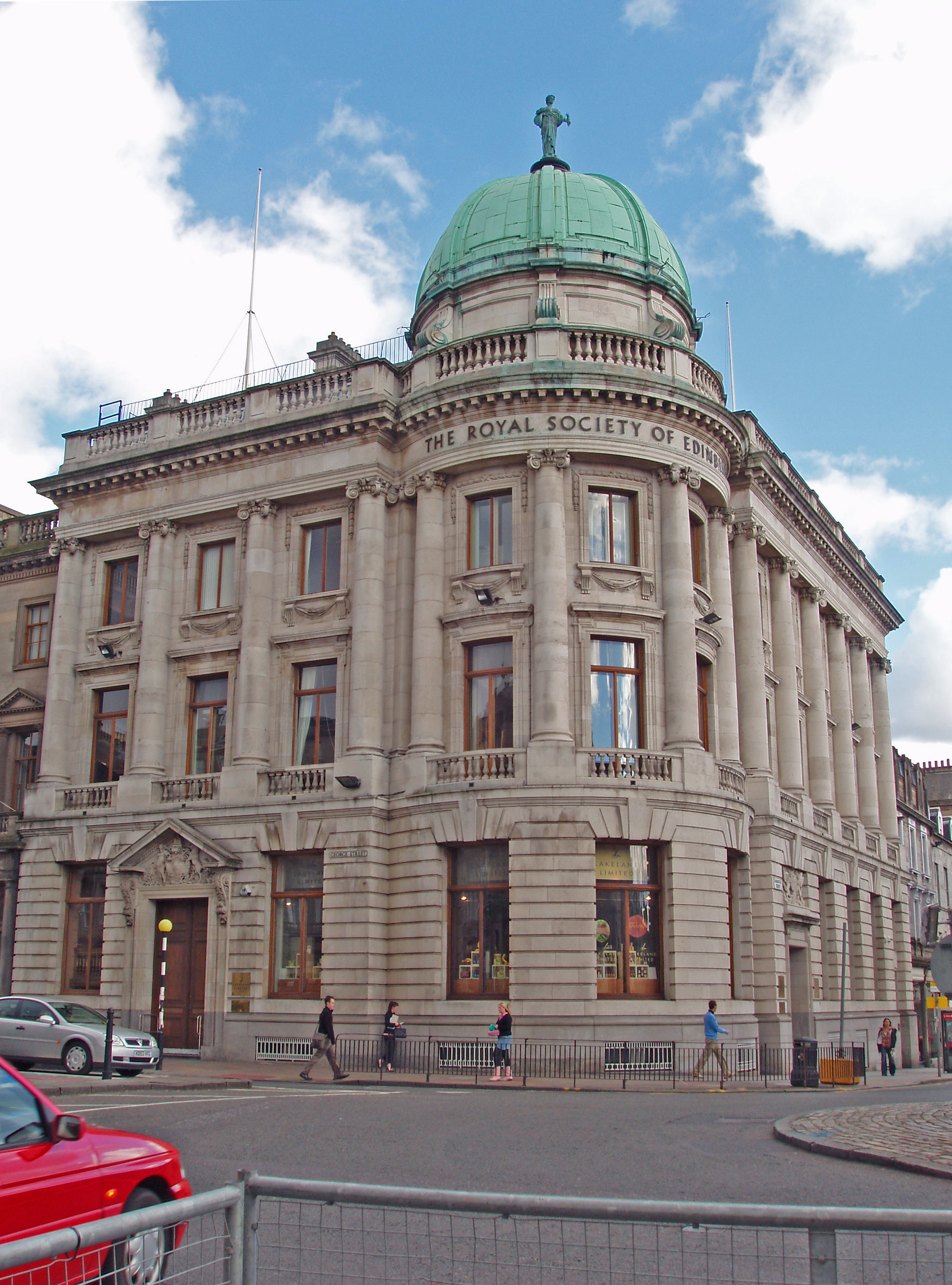
A sede da Sociedade real de Edimburgo na esquina da rua George e da rua Hanover

A Sociedade Real de Edimburgo (em inglês: Royal Society of Edinburgh, RSE) é a academia nacional de ciências e letras da Escócia. A associação é constituída por mais de 1600 membros-eleitos (fellows), denominados com a sigla, em inglês, FRSE.
Além disso, a RSE tem patrocinadores, conhecidos como "Amigos da RSE".
A Sociedade distribui anualmente bolsas totalizando mais de meio milhão de libras para fins de pesquisa, organiza palestras públicas e promove as ciências na Escócia.

## Prêmios[3]
- Medalha Keith - foi criada em 1827 como homenagem a Alexander Keith of Dunottar, primeiro tesoureiro da Sociedade. É um prêmio quadrienal para publicações científicas inéditas apresentadas a Sociedade, preferencialmente contendo novas descobertas
- Prêmio comemorativo Gunning Victoria - foi criado em 1887 pelo doutor R H Gunning, que viveu muitos anos no Brasil e foi notável pela sua generosidade. É conferido quadrienalmente em reconhecimento aos trabalhos de cientistas residentes ou relacionados com a Escócia. Os premiados pertencem as áreas de Química, Física e Matemática Pura e Aplicada
- Prêmio James Scott - foi criado em 1918 em memoria de James Scott, um fazendeiro de East Pittendreich, próximo a Brechin, por seu legado. Prêmio quadrienal para trabalhos em conceitos fundamentais da Filosofia natural

## Membros
- Aitken, Alexander - matemático neozelandês
- Allen, Jack - físico canadense que ajudou a descobrir o estado físico da matéria superfluidez em 1937 usando hélio líquido, professor de Física na Universidade de St. Andrews
- Sir Anderson, William Eric Kinloch
- Arbuthnott, John
- Arnott, Struther - biologista molecular escocês